# 田島ケンタ
田島 ケンタ（たじま けんた、1984年11月4日 - ）は日本の俳優。
鹿児島県出身。172cm、60kg
ブロードウェイ・バウンズ所属。

## 来歴
高校生時代、地元の鹿児島県で3人組ユニットのリーダーを務め、歌手の前座やイベント、ラジオ等に出演していた。
大阪にある放送芸術学院専門学校に入学。ダンスを学び様々なイベントに出演。
2005年に上京。明日香七穂に演技指導を受ける。
2009年パラダイスシアターのメンバーとして初舞台を踏む。
2011年山内勉が主宰する“創造集団”生活向上委員会へ入団。
2012年芸名を『田島ケンタ』に改名。
2013年『立ち飲みパラダイス復刻版』にて、舞台初主演を務める。
現在は山内勉が代表取締役を務めるブロードウェイ・バウンズに所属し、プレイングマネージャーとして活動している。
。

## 出演作品

### 映画
- 裸のいとこ
- 潜伏(声の出演)

### Vシネマ
- 代紋の墓場

### 舞台
- 森山未來DANCE LIVE『FELLOW SHIP FABLY〜旅の仲間達　天王洲銀河劇場
- カレッジ・オブ・ザ・ウィンド　鉄平役　池袋シアターグリーン
- サインミュージカル『CALL ME HERO！〜もう声なんかいらないと思った〜』　ハロルド役　世田谷パブリックシアター
- JUSTICE 〜正義という名に翻弄された男〜 藤原泰衡役
- ドラキュラバー　進藤龍一役　池袋シアターグリーン
- 愛しのバックストリート　岩田役　池袋シアターグリーン、大阪世界館
- MUSASHI 九平治役　池袋シアターグリーン
- 立ち呑みパラダイス〜復刻版〜　主演 鉄也役　　上野ストアハウス
- アホノミクス〜金は天上の回りモノ〜　　立花直樹役　池袋シアターグリーン
- 立ち呑みパラダイス2014 主演 鉄也役　　上野ストアハウス
- BAR月下美人　碓井圭役　　萬劇場
- オルガンズ〜おんな赤ひげ奮闘記〜　佐伯真一役　銀座博品館劇場
- RYOMA〜アメリカ第51番州ニッポン〜　沖田総司役　銀座博品館劇場
- "STRAYDOG" 30th Anniversary Produce『嫌われ松子の一生』 池袋シアターグリーン[2]

### オペラ
- カルメン　助演　新国立劇場